# Jack Harkness
« Capitaine Jack Harkness » redirige ici. Pour l'épisode, voir Capitaine Jack Harkness (Torchwood).
Pour les articles homonymes, voir Jack Harkness (football) et Harkness.
Le capitaine Jack Harkness est un personnage de la série télévisée britannique Doctor Who, et le personnage central de son spin-off Torchwood ; il est interprété par John Barrowman.
Le personnage apparaît pour la première fois lors de la saison 1 de la nouvelle série de Doctor Who, dans le double épisode formé par Drôle de mort et Le Docteur danse. Il est alors un voyageur temporel en provenance du 51e siècle, qui devient un compagnon du neuvième Docteur aux côtés de Rose Tyler. Après sa mort et sa résurrection dans l'ultime épisode de la saison qui le rend immortel, le Docteur le laisse seul sur le Satellite 5.
En 2006, il devient le personnage central de la série spin-off Torchwood, où il dirige une équipe de l'organisation éponyme de la série centrée à Cardiff pour combattre la menace alien. Parallèlement il réapparaît à de multiples reprises dans la série principale auprès de la dixième incarnation du Docteur : il redevient son compagnon dans les épisodes Utopia, Que tapent les tambours et Le Dernier Seigneur du temps où il l'aide lui et Martha Jones à vaincre le Maître, l'aide une nouvelle fois à sauver la Terre dans La Terre volée/La Fin du Voyage et apparaît dans La Prophétie de Noël, 2e partie, l'ultime épisode du dixième Docteur, où ce dernier vient le voir en signe d'adieu. Jack Harkness est le premier personnage explicitement non-hétérosexuel de la série : pansexuel assumé, il a bénéficié dès sa première apparition d'un excellent accueil de la part de la critique et des fans,, et est rapidement devenu un symbole pour la communauté homosexuelle et bisexuelle de Grande-Bretagne,,.

## Sexualité
Jack est pansexuel. John Barrowman le définit comme « omnisexuel » (autre terme utilisé pour définir son orientation sexuelle). Il embrasse Rose et le neuvième Docteur lors de l’épisode final de la première saison À la croisée des chemins (Doctor Who). Ces baisers symbolisent l'affection égale que Jack éprouve pour ses deux compagnons de voyage sans que leur genre n'ait d'importance.

## Histoire

### Origines
Apparu dans l'épisode Drôle de mort de la série Doctor Who (2005), Jack Harkness est un ancien agent du temps, venant du LIe siècle. Il quitte l'Agence du temps quand il se rend compte qu'ils lui ont effacé la mémoire.
Jack a grandi dans la péninsule de Boeshane (futur monde situé sur l'une des colonies mondiales de la Terre). Son véritable nom est Javic Piotr Thane. Il y vivait avec sa famille, dont son frère Gray. Des extraterrestres attaquent l'endroit qu'ils habitaient : son père est tué et son frère est enlevé. Il cherche à le retrouver sans succès. C'est d'après lui le pire jour de sa vie.

### Nombres de morts
Dans l’épisode Fragments de Torchwood, on apprend que Jack est mort plus de 1392 fois entre l'année 1892, date de sa première mort comme il le dit dans l’épisode Utopia, et celle qui a lieu en 2008. Il meurt à de nombreuses autres reprises par la suite.
Dans la saison 4 de Torchwood, Jack se retrouve mortel alors que le reste du monde devient immortel.

### Doctor Who
Jack se rend à Londres en 1941 à bord d'un vaisseau Chula. Il participe à la Seconde Guerre mondiale, et vole le nom de « Jack Harkness » à un capitaine de la Royal Air Force mort durant cette guerre.
Croyant que le Docteur (le neuvième Docteur, joué par Christopher Eccleston) et Rose Tyler sont des agents du temps, il essaye de les escroquer en leur vendant un vaisseau infirmier qu'il dit être un vaisseau de guerre. Se rendant compte des conséquences potentiellement catastrophiques de ses actes, il va tout faire pour rétablir la situation. Pour cela, il n'hésite pas à emmener dans son vaisseau une bombe sur le point d'exploser. Heureusement pour lui, le Docteur et Rose viennent le sauver.
Lors de l'épisode À la croisée des chemins (2005), Jack est le dernier humain à bord du Satellite 5, et se sacrifie en combattant les Daleks pour laisser plus de temps au Docteur dans la préparation d'une contre-attaque. Il est cependant ramené à la vie par Rose qui a regardé dans le cœur du TARDIS. Le Docteur se rendant compte que Jack est ainsi devenu un point fixe dans le temps et donc immortel, il décide de le fuir en l'abandonnant sur place.
Se servant du manipulateur de vortex qu'il porte à son poignet, Jack retourne dans le passé. Le fonctionnement de l'appareil étant défectueux, il se retrouve piégé en 1869. En 1892, il se rend compte après avoir été tué dans une rixe qu'il est immortel.

### Torchwoodetcross-overdansDoctor Who

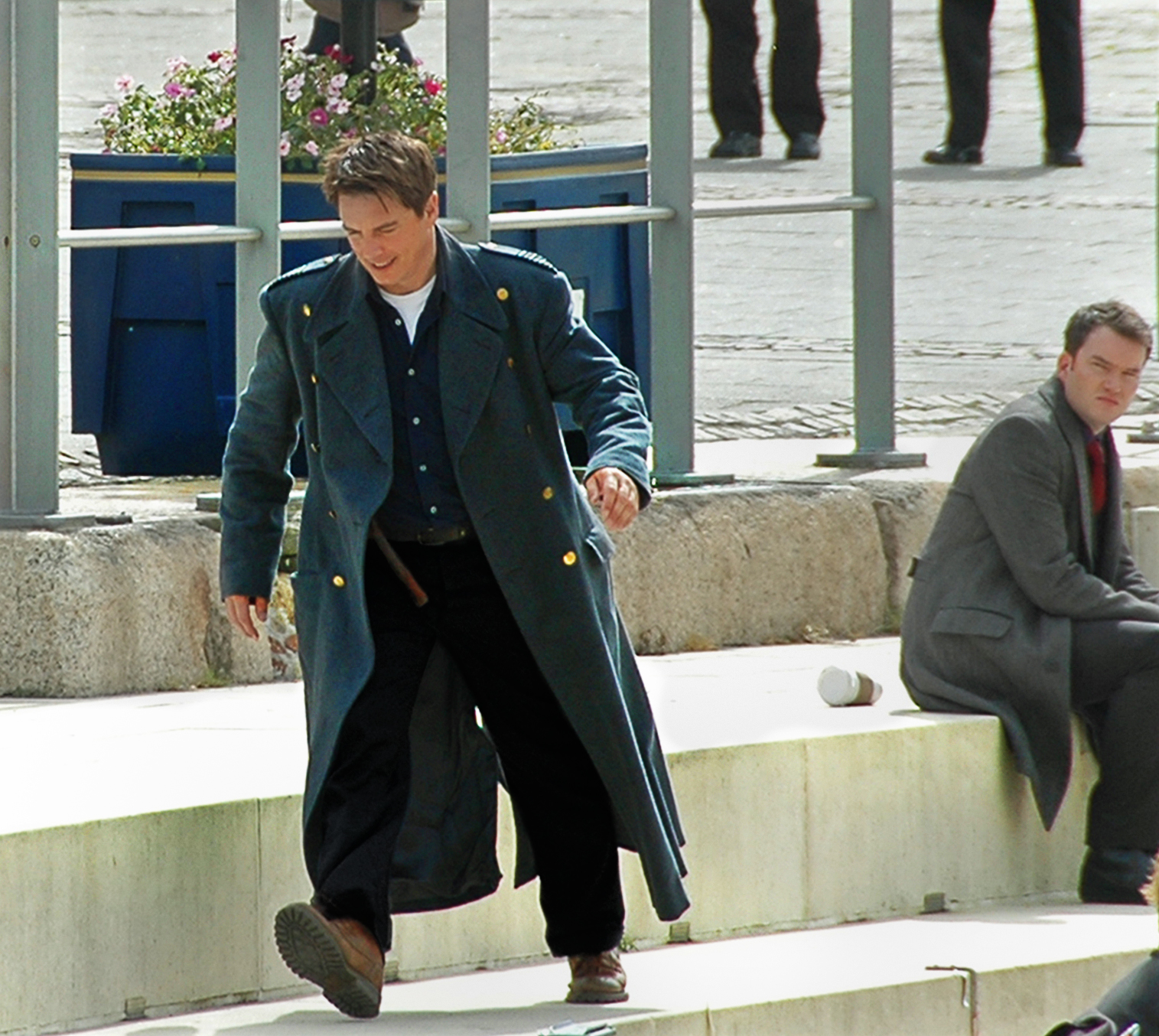
Jack Harkness en 2008.

Autour de l'année 1900, il est capturé par deux agentes de l'Institut Torchwood, Alice Guppy et Emily Holroyd, et est progressivement recruté par l'Institut, devenant une sorte d'homme de main. D'autre part, il apprend par une jeune fille lisant les cartes de tarot qu'il ne reverra le Docteur qu'une centaine d'années plus tard.
Il participe par la suite à la Première Guerre mondiale puis à la Seconde Guerre mondiale pour la seconde fois.
Il rencontre Estelle Cole à l'Astoria Ballroom. Estelle a 17 ans et Jack et elle ont un véritable coup de foudre l'un pour l'autre. Ils vivront un temps ensemble. Ils s’était fait le vœu qu'ils seraient ensemble jusqu'à leur mort. Selon Jack, ils étaient un couple inséparable. Jack finira par quitter Estelle en prétextant devoir partir à la guerre, mais il ne reviendra jamais. Estelle reverra cependant Jack à nouveau au 21e siècle alors qu'elle est devenue une veille dame, mais elle croit qu'il est le fils du Jack qu'elle a connu à l’époque, celui ci ne lui a jamais dit la vérité. Jack avait encore beaucoup d'attention envers elle. Elle meurt en 2007.
À Torchwood, dans les années 1960, il rencontre sa future femme. Ensemble, ils ont une fille, Alice. Sa femme le quitte pour donner une vie normale à sa fille, elle finit par mourir d'un cancer en 2006. Alice a un fils : Steven. Pour ne pas avoir à lui expliquer pourquoi son grand-père paraît plus jeune que sa mère et sa grand-mère, Alice fait croire que Jack est l'oncle de Steven. Tenant à son rôle de père et de grand-père, Jack envoie régulièrement de l'argent à Alice pour qu'elle puisse subvenir à leurs besoins.
En 1965, Jack, sous les ordres de Torchwood, offre douze enfants à des aliens, les 456, contre le remède à une forme de grippe qui menace de muter (base de la saison 3 de Torchwood).
Lors du passage à l'an 2000, le chef Alex de la branche de Cardiff de Torchwood tue tous les employés avant de se donner la mort. Jack devient ainsi le chef de Torchwood 3. Il recrute à partir de là lui-même les membres de l'équipe.
Lors du 1er épisode de la saison 1 de Torchwood (2006), il fait la rencontre de Gwen Cooper, et lui explique qu'il ne peut pas mourir et qu'il attend la venue du Docteur qui lui expliquera ce qu'il est.

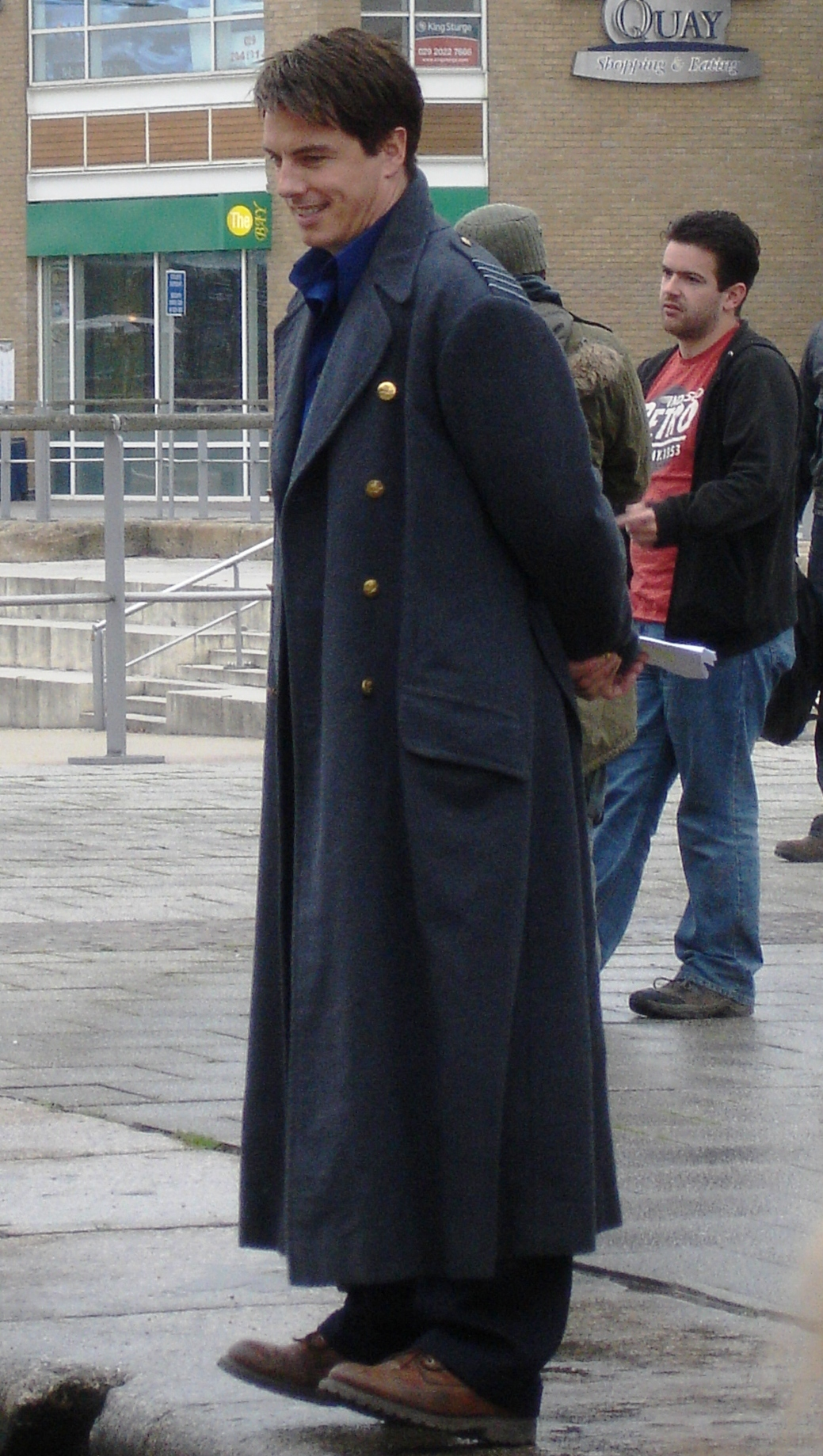
Jack Harkness en 2007.

Dans l'épisode Capitaine Jack Harkness de Torchwood, Jack retourne en 1941 pour rencontrer le vrai Jack Harkness, juste avant qu'il ne se fasse tuer ; il l'embrasse avant de retourner dans le « présent ».
Le vœu de Jack est exaucé à la fin de la saison 1 de Torchwood qui correspond à la fin de la saison 3 de Doctor Who (2007) : il sait que le Docteur est à Cardiff grâce à la main sectionnée qu'a perdue ce dernier lors de l'épisode de la série Doctor Who L'Invasion de Noël, pendant son combat avec le champion des Sycorax.
Il rejoint donc, dans la série Doctor Who, le dixième Docteur, joué par David Tennant, qui lui dit ne pas savoir ce qu'il est, que Jack est une aberration. Avec Martha Jones et le Docteur, il combat le Maître et aide à déjouer ses plans. Dans Le Dernier Seigneur du temps, Jack avoue qu'il était le premier habitant de la péninsule Boeshane à rejoindre l'Agence du temps et qu'on le surnommait « Face de Boe », ce qui amène Martha et le Docteur à spéculer sur son devenir : Jack Harkness deviendrait donc, par sa longévité due à son immortalité, la « Face de Boe ».
Dans le 1er épisode de la saison 2 de Torchwood (2008), Jack est de retour après deux mois d'absence, qu'il a passés avec le dixième Docteur. Il commence à sortir avec Ianto Jones. Son ancien coéquipier et amant dans l'Agence du temps, le Capitaine John Hart, lui avoue avoir retrouvé son frère. Dans le dernier épisode de la saison 2 Jack finit par le rencontrer ; mais les retrouvailles ne se passent pas comme prévu et Gray, qui accuse Jack d'être responsable de tout ce qui lui est arrivé, l'enterre vivant sous Cardiff en l'an 27 apr. J.-C. Jack est déterré en 1901 par Torchwood 3 puis cryogénisé. Une fois réveillé, il retrouve son frère, lui pardonne ce qu'il lui a fait et le cryogénise dans la morgue de Torchwood. Durant cet épisode, La Faille, il perd deux membres de son équipe : Owen Harper et Toshiko Sato.
Dans La Terre volée (2008) de la série Doctor Who, il rejoint à nouveau le dixième Docteur pour affronter avec succès Davros et les Daleks, laissant Gwen et Ianto défendre Torchwood 3.
Au cours de la saison 3 de Torchwood (2009), Les Enfants de la Terre, Ianto meurt dans les bras de Jack, puis il sacrifie son petit-fils Steven devant la mère de celui-ci pour sauver 10 % des enfants de la Terre... Six mois plus tard, il ne s'en est toujours pas remis, il fuit donc la Terre qui lui rappelle tous ceux qui sont morts auprès de lui (Steven, Ianto, Toshiko, Owen, Suzie), laissant une Gwen enceinte et en pleurs.
Après la fin de la saison 3 de Torchwood, le Capitaine Jack fait une apparition dans La Prophétie de Noël, deuxième partie, épisode final du Dixième Doctor (2010) : Jack se trouve loin de la Terre dans un bar lorsque le Docteur lui donne le nom de l'homme à côté de lui pour qu'il le drague. Il s'agit de Alonso Frame (premier aspirant du vaisseau spatial de croisière Le Titanic) qui est apparu dans l'épisode Une croisière autour de la Terre.
Dans la saison 4 de Torchwood (2011), Torchwood : Le Jour du Miracle, Jack fait son retour sur Terre pour éliminer toute trace de l'Institut Torchwood et protéger Gwen. Du fait du Miracle, il estime être redevenu mortel alors que le reste de la population de la Terre devient immortel. Capturé par l'agent de la CIA Rex Matheson, il est transféré aux États-Unis avec Gwen Cooper
Dans la saison 12 de Doctor Who (2020), il téléporte Graham, Ryan et Yasmin à bord d'un vaisseau spatial volé et leur livre un message à destination du Docteur.
On le retrouve à nouveau dans l'épisode spécial du Nouvel An La Révolution des Daleks en 2021.

## Liste des apparitions

### Épisodes TV deDoctor Who
- 2005 : Drôle de Mort
- 2005 : Le Docteur Danse
- 2005 : L'Explosion de Cardiff
- 2005 : Le Grand Méchant Loup
- 2005 : À la Croisée des Chemins
- 2007 : Utopia
- 2007 : Que Tapent les Tambours
- 2007 : Le Dernier Seigneur du Temps
- 2008 : La Terre Volée
- 2008 : La Fin du Voyage
- 2010 : La Prophétie de Noël, 2e partie
- 2020 : Le Contrat des Judoons
- 2021 : La Révolution des Daleks

### Épisodes TV deTorchwood
- 2006-2007 : Saison 1 de Torchwood
- 2008 : Saison 2 de Torchwood
- 2009 : Saison 3 de Torchwood
- 2010 : Saison 4 de Torchwood

### Épisodes audio deBig Finish
- 2017 : The Lives of Captain Jack[8]
  - Épisode 1 : The Year After I Died
  - Épisode 2 : Wednesdays for Beginners
  - Épisode 3 : One Enchanted Evening
  - Épisode 4 : Month 25